# Belmont-Sainte-Foi
Belmont-Sainte-Foi è un comune francese di 112 abitanti situato nel dipartimento del Lot nella regione dell'Occitania.

## Società

### Evoluzione demografica
Abitanti censiti